# Горноберецький канал
Горноберецький канал (словац. Hornoberecký kanál) — меліоративний канал; притока Бодрогу, протікає в окрузі Требишів.
Довжина приблизно 12,0-12,5 км. Витік знаходиться в масиві Східнословацька низовина. Впадає Малокаменський канал.
Протікає територією сіл Стреда-над-Бодроґом; Великий Каменець Мали Каменец і угорського села Фелсоберецкі.